# Giai đoạn đồng vị oxy
Các giai đoạn đồng vị oxy (OIS) hay các giai đoạn đồng vị oxy biển (MIS) là các thời kỳ ấm và lạnh xen kẽ nhau của cổ khí hậu trên Trái Đất. Các giai đoạn này được xác định dựa trên dữ liệu đồng vị oxy phản ảnh qua các đường cong nhiệt độ theo các dữ liệu mẫu lõi khoan ở biển sâu.

Lịch sử 5 triệu năm

## Ý nghĩa của dữ liệu
Các chu kỳ được phát hiện tương thích với dấu vết băng hà và gian băng trên đất liền. Ngày càng có nhiều mẫu lõi khoan về băng hà hiện tại bổ sung vào các chu kì thông qua các nghiên cứu về tích tụ phấn hoa cổ. Hiện tại có một số phương pháp làm rõ hơn vấn đề này.

## Các giai đoạn
MIS 11 cách đây khoảng 400ka hầu như giống với MIS 1.
Các số liệu đồng vị oxy biển thể hiện rất phức tạp và chi tiết hơn các thành tạo tương đương trên đất liền. Dữ liệu OIS trong khoảng thời gian 2,5 triệu năm gần đây cho thấy có khoảng 50 chu kỳ khí hậu Thời kỳ băng hà hiện tại trong Pliocen-Pleistocen đã được xác định.